# Единое небо Европы

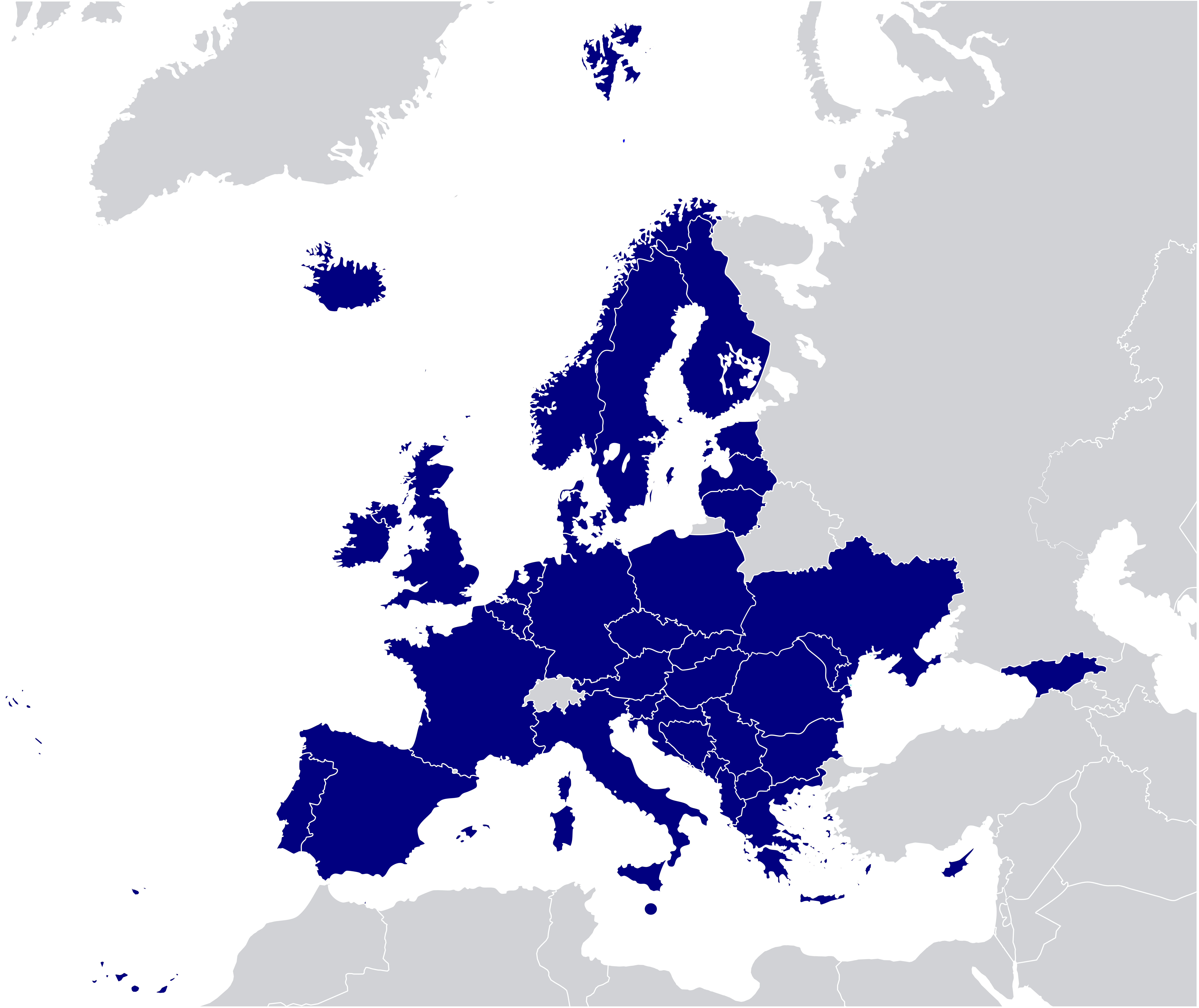
Европейская общая авиационная зона

«Единое небо Европы» (ЕНЕ) — инициатива Европейской комиссии, в соответствии с которой деление воздушного пространства и его управление будут едиными для большинства стран Европы (Европейской общей авиационной зоны англ. ECAA).

## Обзор
Введение инициативы, предположительно, принесёт пользу всем пользователям воздушного пространства за счёт более безопасного и эффективного использования воздушного пространства и управления воздушным движением внутри и за пределами Европейского союза (ЕС). Управление воздушным движением перестанет подчиняться национальным управлениям в рамках национальных границ; вместо этого будут созданы «функциональные блоки воздушного пространства», границы которых будут отвечать требованиям повышения эффективности использования воздушного пространства. Управление воздушным движением по-прежнему будет иметь главной целью безопасность авиаперевозок, однако будет также принимать во внимание потребности участников воздушного движения и соответствие растущему объёму авиаперевозок. Целью является создание системы управления воздушным движением, которая будет принимать во внимание необходимые авиаперевозчикам маршруты и профили движения, что, по задумке инициаторов, должно повысить безопасность, эффективность и объём авиаперевозок.
Управление воздушным пространством в ЕС по большей части осуществляется странами-участницами, сотрудничающими  с Евроконтроль (англ. EUROCONTROL), межгосударственной организацией, в которую входит большинство европейских стран.
Воздушное пространство Европы является наиболее загруженным в мире, и существующая система управления имеет множество недостатков, в частности, границы авиационных зон совпадают с национальными границами, а многие участки зарезервированы военными, хотя во многих случаях этого не требуется.
В октябре 2001 года Еврокомиссия приняла предложения по созданию «Единого неба Европы» и по созданию единого регулирующего органа по управлению воздушным движением в ЕС, Норвегии и Швейцарии. Такой орган мог бы объединить управление верхними эшелонами воздушного пространства ЕС, которые сейчас разделены национальными границами. Он мог бы иным образом организовать воздушное пространство, принимая во внимание эффективность его использование, а не национальные границы. Кроме того, предполагается объединение военных и гражданских служб.
Ведутся переговоры о распространении инициативы на балканские и средиземноморские страны.
В июне 2008 года были приняты поправки, и инициатива получила наименование «Единое небо Европы — II» (SES-II), от SES — Single European Sky, «Единое небо Европы».
SES-II направлена на принятие программы функциональных блоков воздушного пространства в качестве инструмента для повышения эффективности использования воздушного пространства. Сопровождением некоторых инициатив в рамках проекта занимается Европейское агентство авиационной безопасности.

## Исключение
В отчёте Британского парламента за 2000 год отмечается, что Испания заблокировала включение аэропорта Гибралтара в Единое небо Европы, что привело к остановке всего проекта.

## Важные даты
- Ноябрь 2000 года — создание правил «Единого неба Европы» (SES).
- Июнь 2008 года — принятие правил ЕНЕ-II (SES-II).

## Ускорение процесса
Проблемы, вызванные извержением вулкана Эйяфьядлайёкюдль, привели к ускорению процесса интеграции национальных систем контроля воздушного пространства в Единое небо Европы и немедленному созданию общего кризисного центра.